# حشره‌هراسی
اِنتومووبیا (به انگلیسی: Entomophobia) یا هراس از حشرات، هراسی خاص است که با ترس بیش از حد یا غیرواقعی از یک یا چند دسته از حشرات مشخص می‌شود و توسط دی‌اس‌ام-۵ به عنوان هراس طبقه‌بندی می‌شود. موارد خاص تر شامل آپی‌فوبیا (ترس از زنبورهای عسل)، میرمکوفوبیا (ترس از مورچه‌ها) و لپیدوپتروفوبیا (ترس از شاپرک‌ها و پروانه‌ها و درکل پروانه‌سانان) بود. یک کتاب ادعا می‌کند ۶٪ از کل ساکنان ایالات متحده این فوبیا را دارند.
حشره‌هراسی از جهاتی قابل پیشرفت است. داشتن یک تجربه ترسناک یا اگر فرد معتقد باشد که حشره خطرناک است، به عنوان مثال اگر فرد فکر کند یک پروانه سمی است، هر کاری می‌تواند انجام دهد تا از نزدیک شدن به آن جلوگیری کند. رفتاردرمانی شناختی درمانی اثرگذار برای این مشکل در نظر گرفته می‌شود.